# Lago Sebú

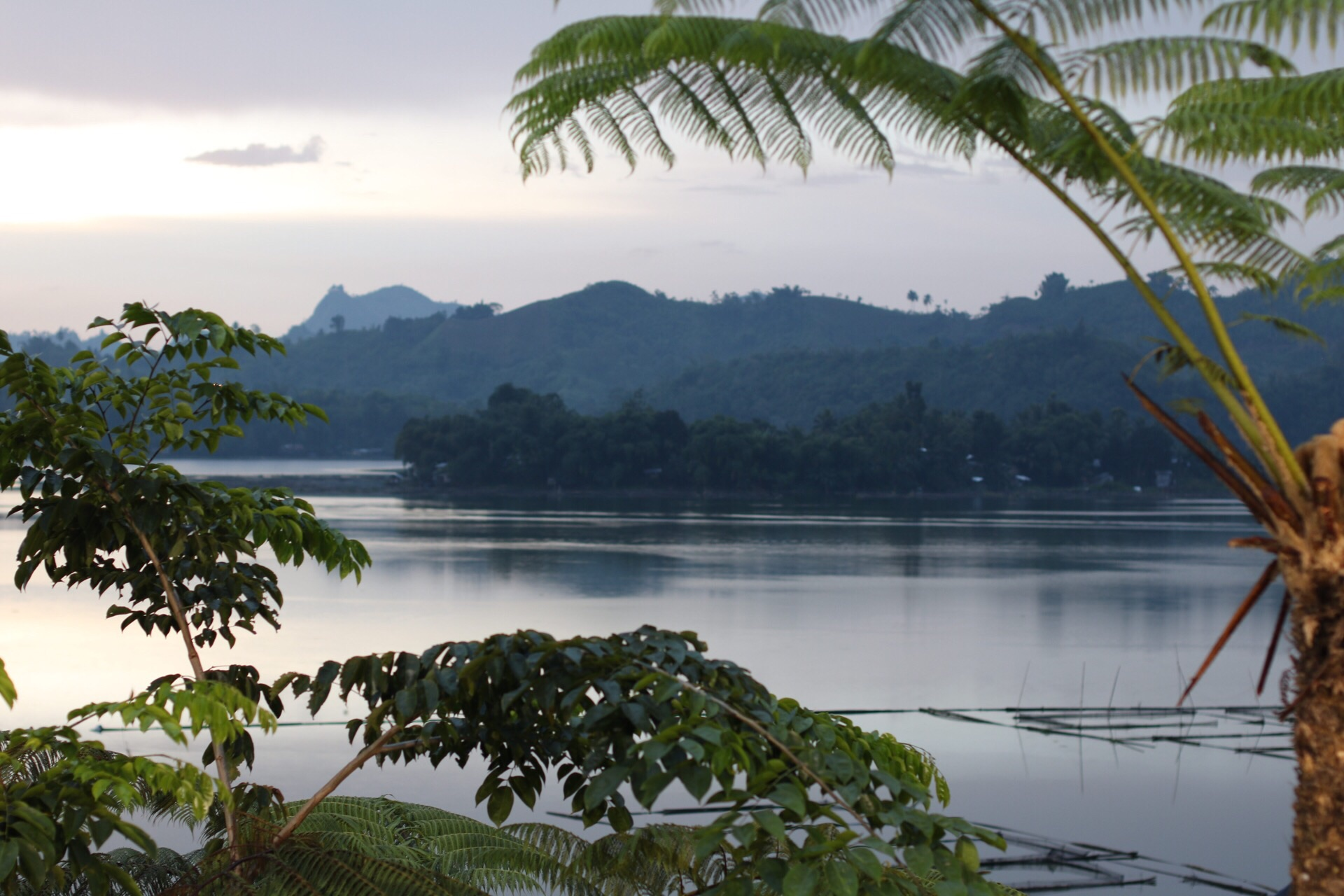
Lago Sebú

El lago Sebú (en Tboli: Lanaw Sbù, [sbuʔ]; en hiligueino: Linaw sg Sëbû, [səˈbuʔ]; en filipino: Lawà ng Sëbû; en inglés: Lake Sebu) es un lago natural ubicado en la localidad filipina de Sebú, en la provincia de Cotabato del Sur. El lago se ha reconocido por el gobierno filipino como una de las cuencas hidrográficas más importantes del país.